# 布雷莱斯
布雷莱斯（法語：Brélès，法語發音：[bʁelɛs]）是法国菲尼斯泰尔省的一个市镇，属于布雷斯特区。

## 地理
布雷莱斯（48°28'41"N, 4°42'49"W）面积14.06 平方千米，位于法国布列塔尼大區菲尼斯泰尔省，该省份为法国最西部的省份，位于布列塔尼半岛西部，北西南三面环大西洋，东临阿摩尔滨海省和莫尔比昂省。
与布雷莱斯接壤的市镇（或旧市镇、城区）包括：拉尼尔迪特、朗里沃阿雷、普卢阿泽勒、普卢兰。
布雷莱斯的时区为UTC+01:00、UTC+02:00（夏令时）。

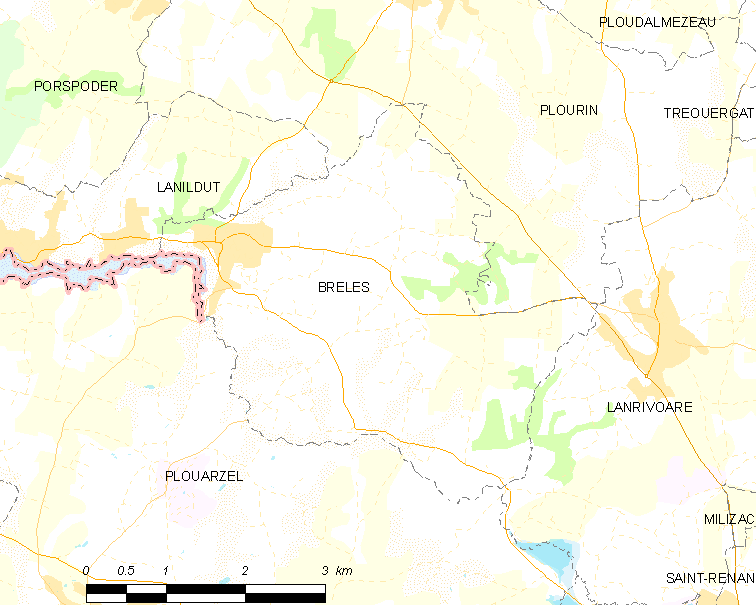
布雷莱斯的OSM定位图

## 行政
布雷莱斯的邮政编码为29810，INSEE市镇编码为29017。

## 政治
布雷莱斯所属的省级选区为圣勒南县。

## 人口

1962-2008年间布雷莱斯人口变化图示

布雷莱斯于2022年1月1日时的人口数量为867人。